# Смышников, Альберт Павлович
Альбе́рт Па́влович Смы́шников (19 сентября 1944, Воронежская область — 26 октября 2021, Одинцово, Московская область) — российский военачальник, начальник штаба — первый заместитель командующего войсками ордена Ленина Московского округа ПВО (1994—2000), генерал-лейтенант.

## Биография
Родился 19 сентября 1944 года в селе Орловка, Таловского района, Воронежской области.
Окончил Горьковское радиотехническое училище Войск ПВО страны. В 1964—1971 годах служил командиром взвода, а затем командиром батареи 717-го зенитного ракетного полка (Ступинский район Московской области) 1-го корпуса ПВО 1-й армии ПВО Особого назначения ордена Ленина (с 1968 года) Московского округа ПВО. В 1975 году окончил Военную командную академию ПВО имени Маршала Советского Союза Г. К. Жукова.
В 1975—1983 годах служил на должностях от командира зенитного ракетного дивизиона до командира 207-й зенитной ракетной бригады (штаб в городе Раквере Эстонской ССР) 14-й дивизии ПВО. В 1987 году окончил Военную академию Генерального Штаба Вооружённых Сил СССР имени К. Е. Ворошилова.
В 1987—1988 годах — командир 19-го корпуса ПВО 4-й отдельной армии ПВО в городе Челябинск. В 1988—1991 годах — командир 38-го корпуса ПВО 14-й отдельной армии ПВО в городе Новосибирск.
В сентябре 1991 — декабре 1994 года — командующий 11-й отдельной армией ПВО (штаб армии — в городе Хабаровск).
С декабря 1994 по январь 2000 года — начальник штаба — первый заместитель командующего войсками Московского округа ПВО (с 1998 года — Московского округа ВВС и ПВО).
Депутат Хабаровского краевого Совета депутатов – Законодательной думы Хабаровского края (1992-1995).
С января 2000 года генерал-лейтенант А.П. Смышников — в запасе (по достижении предельного возраста пребывания на военной службе).
Лауреат премии Правительства Российской Федерации (17.12.2012 – за значительный вклад в развитие Военно-воздушных сил).
Жил в Москве. Умер 26 октября 2021 года. Похоронен 29 октября 2021 года на Федеральном военном мемориале в Мытищах.
Вице-президент Ассоциации правоохранительных органов «Защита» (с 2003). Заместитель генерального директора ООО «Найрамдал» (с 2002). Избирался академиком, профессором Академии проблем безопасности, обороны и правопорядка.
Генерал-лейтенант (с 24 октября 1991).

## Награды
- орден «За военные заслуги» (22 января 1996);
- орден «За службу Родине в Вооружённых Силах СССР» II и III степеней;
- медали СССР и Российской Федерации;
- премия Правительства Российской Федерации за значительный вклад в развитие Военно-воздушных сил (17 декабря 2012 года) — за высокие достижения в исследованиях, имеющих для Военно-воздушных сил важное теоретическое и практическое значение и используемых при организации и проведении оперативной и боевой подготовки в Военно-воздушных силах[1].